# Фурмена зона

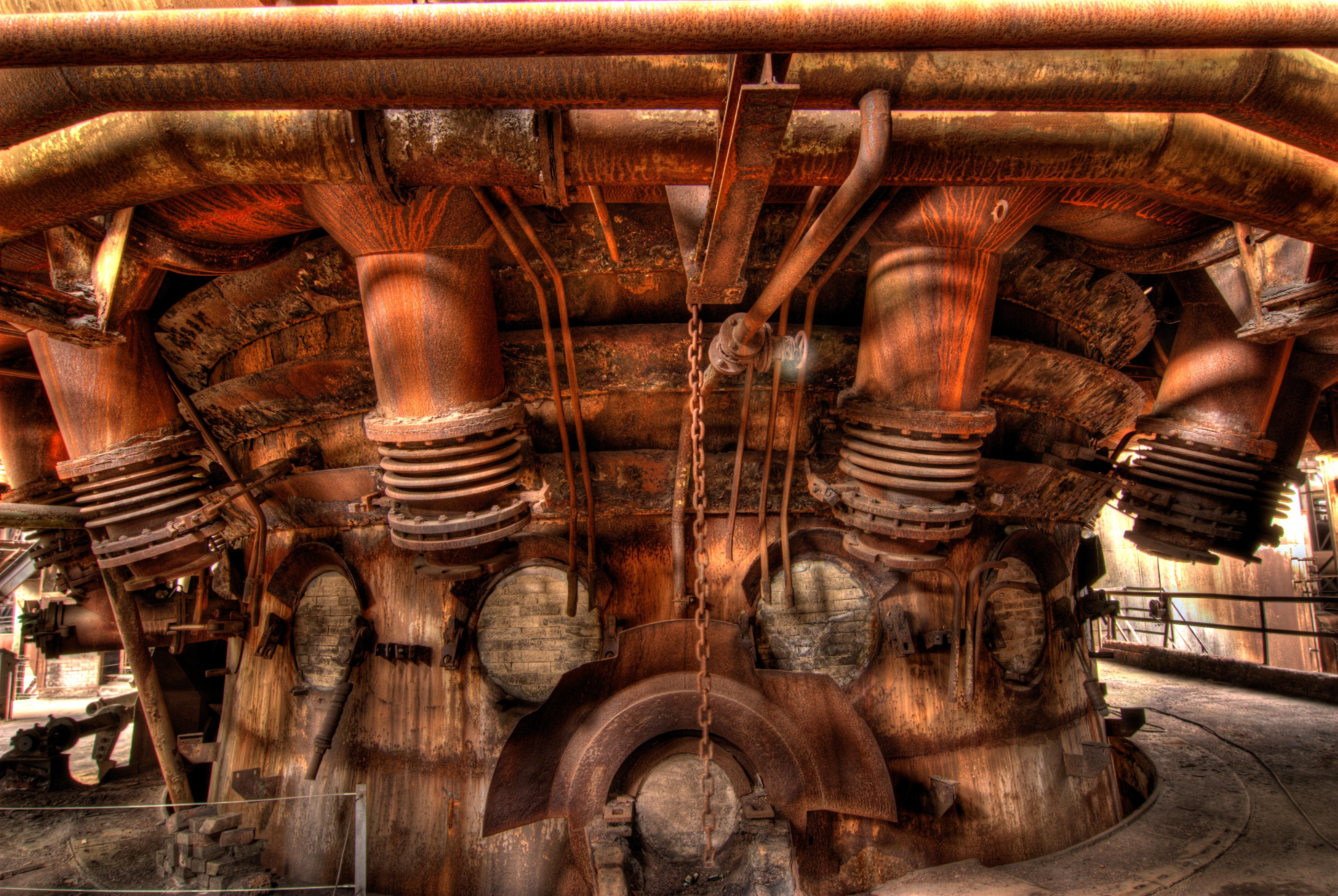
Фурмена зона доменної печі на Völklinger Hütte. Фурмені прилади демонтовано, амбразури закладено цеглою. Ліворуч видно один з залишених фурмених приладів

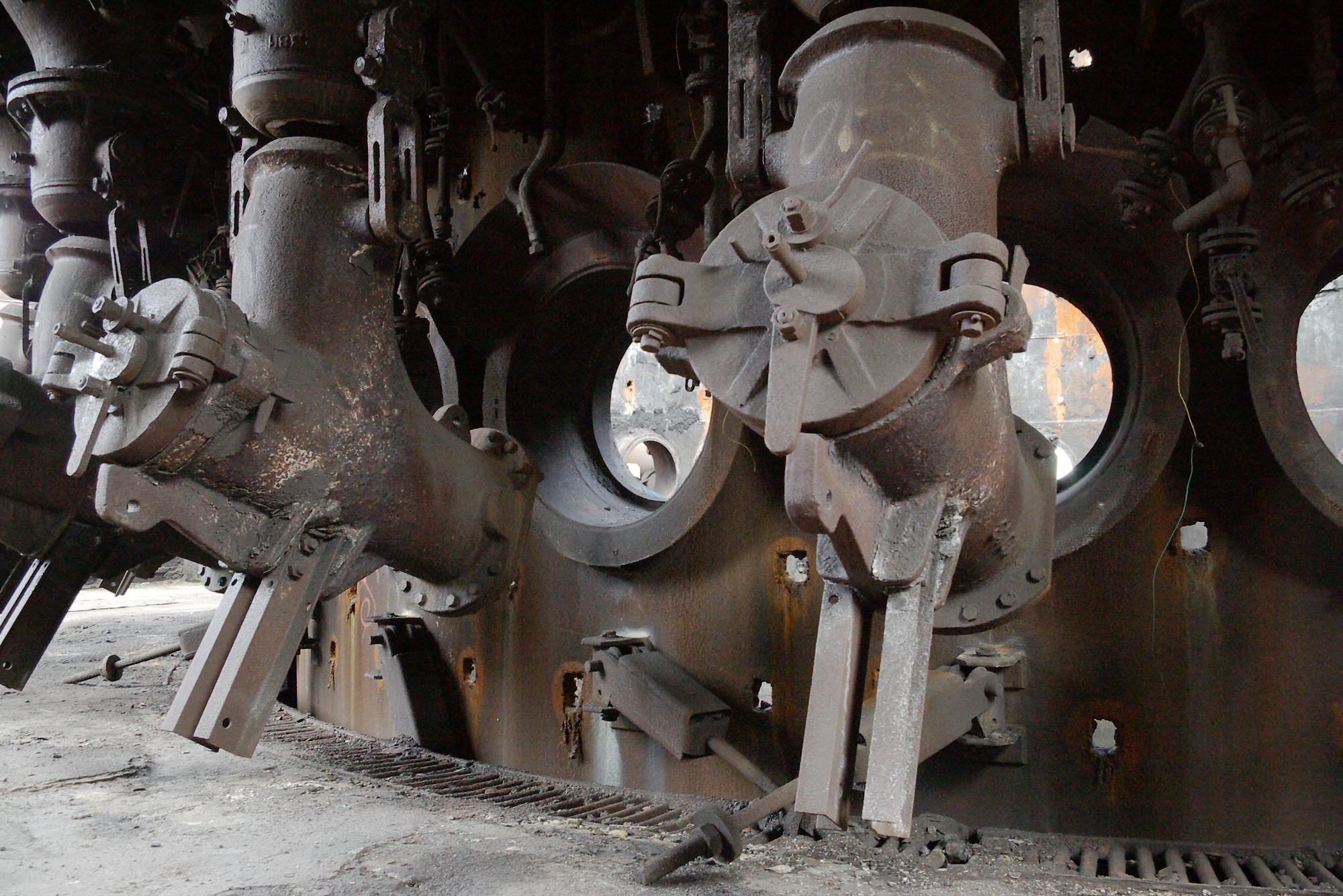
Фурмена зона доменної печі заводу у Дортмунді. Фурмені прилади демонтовані, отвори амбразур відкриті і можна зазирнути всередину доменної печі

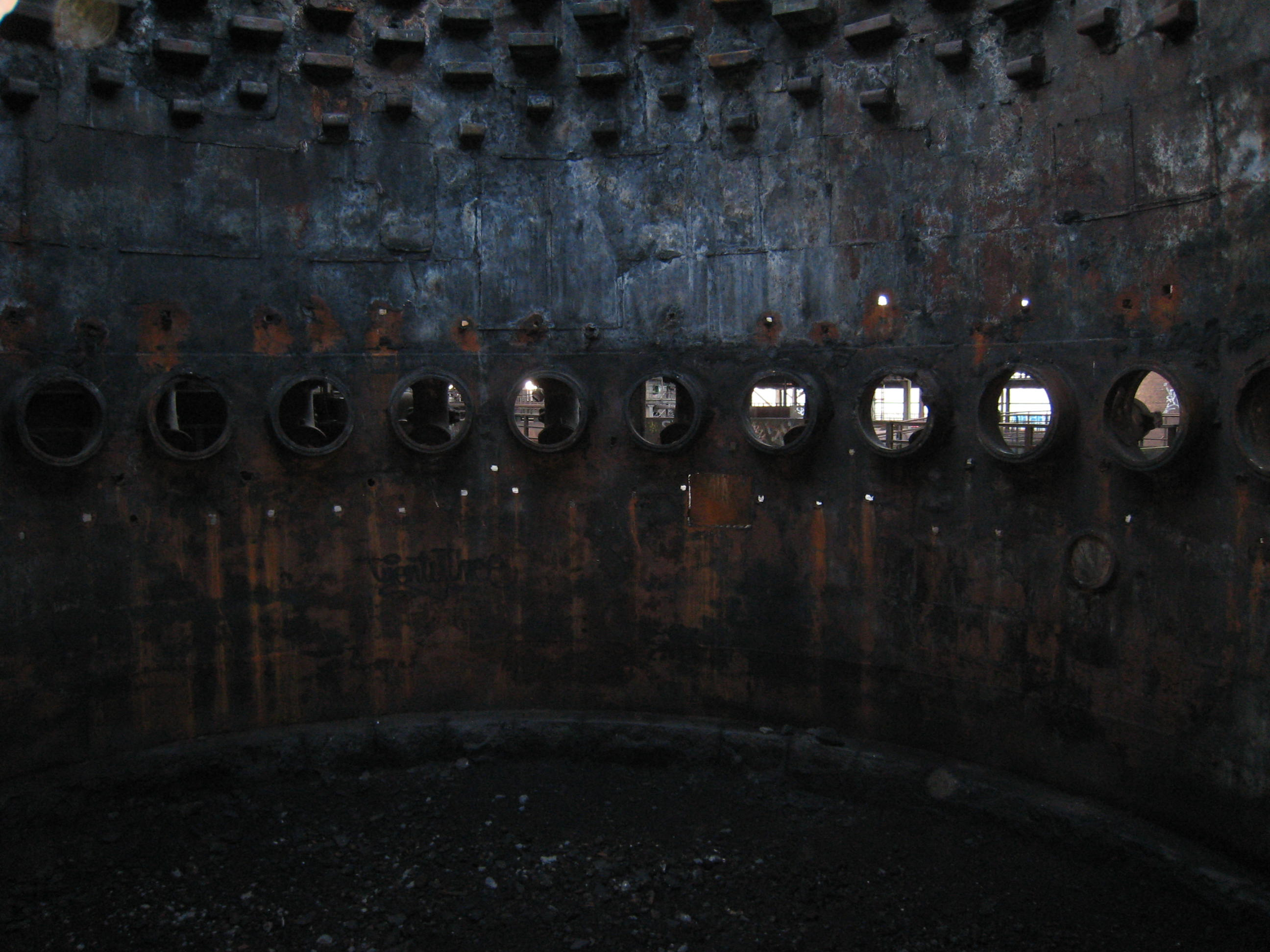

Фу́рмена зо́на — горішня частина горна доменної печі, через яку у доменну піч подається повітря (дуття) необхідне для горіння палива. Для подачі повітря у піч у сталевому кожусі і у вогнетривкому муруванні (футеровці) цієї частини горна передбачені отвори, у які вставляються фурмені прилади.

## Будова
Зсередини фурмена зона футерується вогнетривкою цеглою. Між вогнетривким муруванням і кожухом печі по всьому периметру фурменої зони розміщуються холодильники, які неперервно охолоджують футеровку, щоб зменшити її руйнування. Холодильник являє собою металеву плиту, вилиту з чавуну, з залитим в ній змійовиком із сталевих труб, по якому циркулює вода. Холодильники є і в інших частинах доменної печі. Холодильники фурменої зони мають особливу форму. Холодильники кріпляться до кожуха печі болтами. У вогнетривкому муруванні і у кожусі фурменої зони робляться отвори, в які вставляються фурмені прилади для подачі дуття в піч.

## Процеси
Найважливішим процесом, що відбувається у фурменій зоні є горіння вуглецю палива (коксу, природного газу, мазути, вугільного пилу тощо) у кисні повітря, що подається сюди через фурми. Процеси горіння відбуваються у невеликих об'ємах біля фурм. У доменну піч через фурмену зону подається велика кількість повітря — від 2000 м³/хвил і набагато більше. Весь кисень цього об'єму повітря встигає прореагувати з паливом у безпосередній близькості від фурм. Вже на відстані 1,8 — 2 м від фурм кисень у горнових газах відсутній. Зони біля фурм, де є кисень і СО2 і відбувається горіння палива називаються окиснювальними зонами. Вони займають відносно невеликий об'єм печі біля фурм. Згорання коксу є основною причиною опускання стовпа шихтових матеріалів (дивись Доменний процес). Під час горіння утворюються відновлювальні гази СО і Н2, які, просуваючись далі через піч, відновлюють залізо з оксидів заліза рудних матеріалів. Під час горіння виділяється також тепло, необхідне для нагрівання матеріалів і продуктів плавки, протікання хімічних реакцій. Процеси у цій зоні горна визначають протікання доменної плавки у всьому об'ємі печі.